# Luz i Vogël
Luz i Vogël é uma comuna (em albanês:  komuna) da Albânia localizada no distrito de Kavajë, prefeitura de Tirana.